# زیمون کوپف
زیمون کوپف (انگلیسی: Simon Köpf؛ زادهٔ ۲۵ مارس ۱۹۸۷) بازیکن فوتبال اهل آلمان است.
از باشگاه‌هایی که در آن بازی کرده‌است می‌توان به باشگاه فوتبال وی‌اف‌آر آلن اشاره کرد.